# بينيامين لاوث
بينيامين لاوث (بالإنجليزية: Benjamin Lauth)‏. من مواليد 4 أغسطس 1981. هو لاعب هجوم كرة قدم ألماني. يلعب لصالح نادي ميونخ 1860.
انتقالاته:
- يوليو 2008: انتقال حر هانوفر 96 - ألمانيا ميونخ 1860 - ألمانيا
- يوليو 2007: انتهاء إعارة شتوتغارت - ألمانيا هامبورغ - ألمانيا
- يوليو 2007: انتقال هامبورغ - ألمانيا هانوفر 96 - ألمانيا
- يوليو 2007: انتقال هامبورغ - ألمانيا هانوفر 96 - ألمانيا
- يناير 2007: إعارة هامبورغ - ألمانيا شتوتغارت - ألمانيا

## مسيرته الكروية

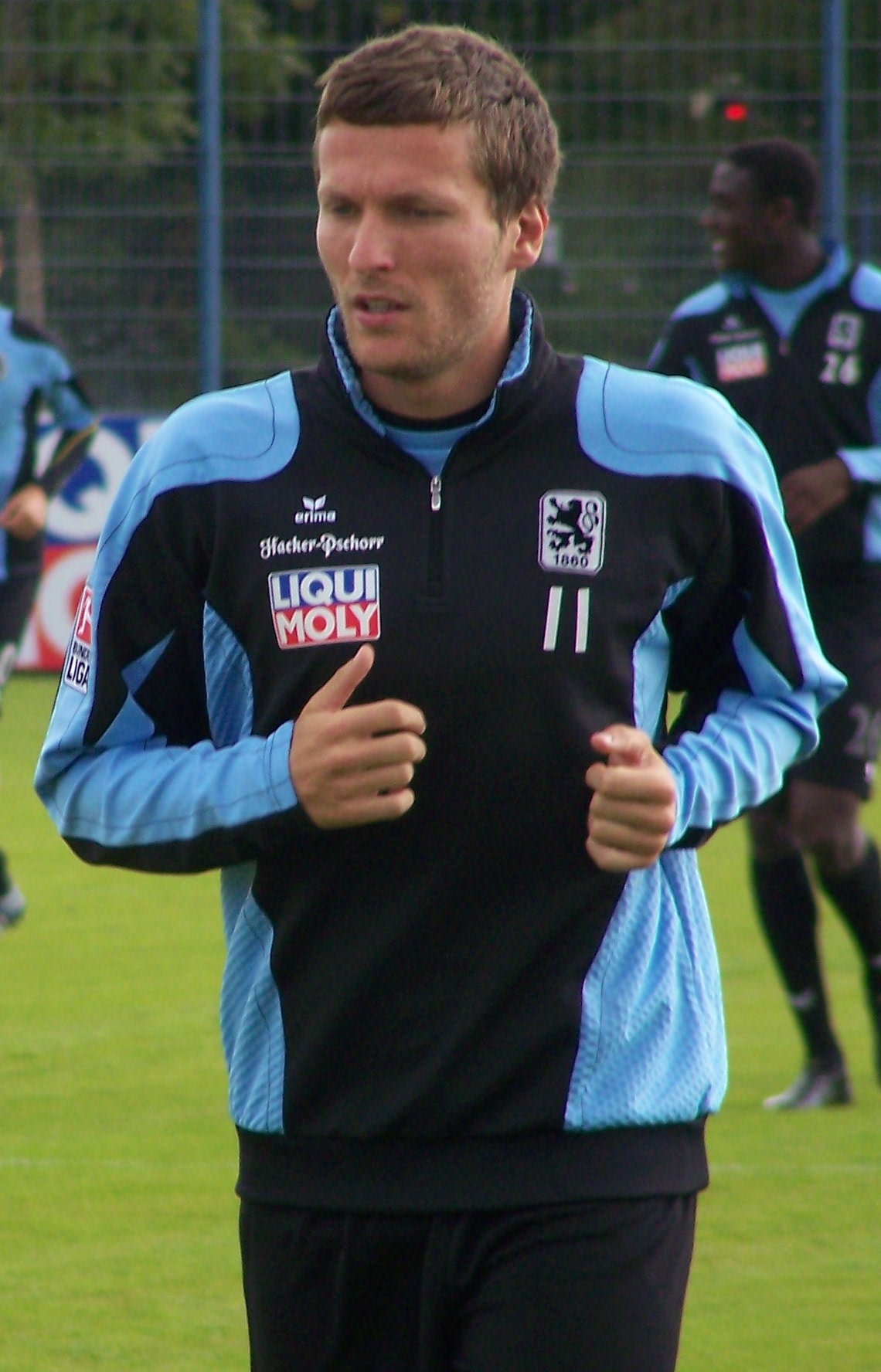
بنيامين لاوث مع نادي ميونخ 1860

لعب بينيامين لاوث خلال مسيرته الاحترافية مع 6 أندية في سبعة عشر موسمًا وسجل خلالها 118 هدف ضمن 405 مباراة. حيث فاز في موسم واحد بالكأس وفي موسم واحد بالدوري.
خاض بينيامين لاوث مسيرته مع TSV 1860 Munich II ‏ في موسم 2000–01 ولمدة موسمين، مشاركًا في 54 مباراة سجل خلالها 16 هدفًا. ثم انتقل إلى نادي ميونخ 1860 في موسم 2001–02 في المرة الأولى واستمر معه طيلة ثلاثة مواسم ثم في موسم 2008–09 ليلعب معه ستة مواسم، حيث شارك طوالها في 249 مباراة سجل خلالها 85 هدفًا. لينتقل بعدها إلى نادي هامبورغ في موسم 2004–05 واستمر معه طيلة ثلاثة مواسم، مشاركًا في 47 مباراة سجل خلالها 10 أهداف. ثم انتقل إلى نادي شتوتغارت في موسم 2006–07 لمدة موسم واحد، مشاركًا في 11 مباراة سجل خلالها هدفًا واحدًا. هذا وانتقل لاحقًا إلى نادي هانوفر 96 في موسم 2007–08 لمدة موسم واحد، مشاركًا في 21 مباراة ولم يسجل أي هدف. ثم انتقل بعدها إلى نادي فيرينتسفاروشي في موسم 2014–15 لمدة موسم واحد، مشاركًا في 23 مباراة سجل خلالها 6 أهداف.

## روابط خارجية
- بينيامين لاوث على موقع قاعدة بيانات كرة القدم.إي يو (الإنجليزية)
- بينيامين لاوث على موقع بيانات كرة القدم. دي إي (الألمانية)
- بينيامين لاوث على موقع ناشيونال فوتبول تيمز (الإنجليزية)
- بينيامين لاوث على موقع Soccerway.com (الإنجليزية)
- بينيامين لاوث على موقع عالم كرة القدم.نت (الإنجليزية)
- بينيامين لاوث على موقع كووورة